# سيمون كلارك (لاعب كرة قدم)
سيمون كلارك (بالإنجليزية: Simon Clarke)‏ (23 سبتمبر 1971 بتشيلمسفورد في المملكة المتحدة - ) هو لاعب كرة قدم بريطاني في مركز الهجوم. لعب مع وست هام يونايتد ونادي كيترينغ تاون.